# West Challow
West Challow is een civil parish in het bestuurlijke gebied Vale of White Horse, in het Engelse graafschap Oxfordshire. In 2001 telde het dorp 184 inwoners.